# Dexiarchia
Dexiarchia é uma subordem de lesmas marinhas, moluscos e gastrópodes marinhos sem concha na ordem Nudibranchia. Essa classificação é baseada no estudo de Schrödl et al., publicado em 2001, que reconheceu neste clado e outros dois Pseudoeuctenidiacea e Cladobranchia.

## Taxonomia

### cladoPseudoeuctenidiacea( = Doridoxida)
- Superfamília Doridoxoidea
  - Família Doridoxidae

### cladoCladobranchia( = Cladohepatica)
Contém os subclados Euarminida, Dendronotida e Aeolidida
- Não atribuído a uma superfamília (Metarminoidea)
  - Família Charcotiidae
  - Família Dironidae
  - Família Embletoniidae
  - Família Goniaeolididae
  - Família Heroidae
  - Família Madrellidae
  - Família Pinufiidae
  - Família Proctonotidae

#### subclado Euarminida
- Superfamília Arminoidea
  - Família Arminidae
  - Família Doridomorphidae

#### subclado Dendronotida
- Superfamília Tritonioidea
  - Família Tritoniidae
  - Família Aranucidae
  - Família Bornellidae
  - Família Dendronotidae
  - Família Dotidae
  - Família Hancockiidae
  - Família Lomanotidae
  - Família Phylliroidae
  - Família Scyllaeidae
  - Família Tethydidae

#### subclado Aeolidida
- Superfamília Flabellinoidea ( = Pleuroprocta)
  - Família Flabellinidae
  - Família Notaeolidiidae
- Superfamília Fionoidea
  - Família Fionidae
  - Família Calmidae
  - Família Eubranchidae
  - Família Pseudovermidae
  - Família Tergipedidae
- Superfamília Aeolidioidea
  - Família Aeolidiidae
  - Família Facelinidae
  - Família Glaucidae
  - Família Piseinotecidae